# Prothrinax incana
Prothrinax incana là một loài bướm đêm trong họ Noctuidae.